# Ching Hai

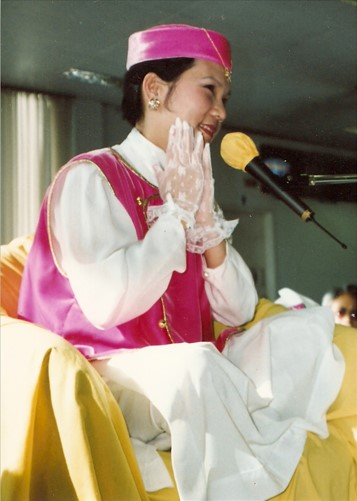
Ching Hai 1993 in Sydney

Ching Hai (* 12. Mai 1950 in der Quảng Ngãi (Provinz) in Vietnam) ist eine vietnamesische Schriftstellerin, Unternehmerin und Lehrerin der Quan-Yin-Meditationsmethode. Sie gründete 2014 die Restaurantgruppe Loving Hut International Company, Ltd. und die Modefirma Supreme Master Ching Hai International Association. Sie wurde 1996 öffentlich bekannter, als sie 640.000 Dollar an Bill Clintons Presidential Legal Expenses Trust spendete, die der Trust aufgrund „verdächtiger“ Finanzierungsquellen zurückgab.

## Leben und Werk
Hai wurde als Tochter einer vietnamesischen Mutter und eines chinesischen Vaters geboren. Sie wurde römisch-katholisch erzogen und lernte die Grundlagen des Buddhismus von ihrer Großmutter. Eine spirituelle Himalaya-Lehrerin zeigte ihr eine bestimmte Meditationsmethode, die sie Quan-Yin-Methode nannte. 1969 begann sie eine Beziehung mit einem deutschen Wissenschaftler, den sie heiratete, sich aber bereits nach zwei Jahren wieder scheiden ließ. 1979 lernte sie einen buddhistischen Mönch in Deutschland kennen, dem sie für drei Jahre folgte. Danach zog sie nach Indien, um verschiedene Religionen zu studieren. 1983 lernte sie in Taiwan einen vietnamesischen buddhistischen Mönch namens Jing-Xing kennen, der sie 1984 zum „Thanh Hai“ ordinierte. Ihre Meditationsmethode ist der Surat-Shabd-Yoga-Methode aus der Sant-Mat-Tradition sehr ähnlich und erfordert zweieinhalb Stunden Meditation pro Tag und die Einhaltung von fünf Geboten, die den fünf Geboten des Buddhismus ähnlich sind. In China praktizierten bis 1996 mehrere Tausend Einwohner diese Methode, bis die chinesische Regierung die Organisation „antikommunistisch“ und „reaktionär religiös“ nannte und 2002 den Manager illegaler Geschäftspraktiken beschuldigte. In amerikanischen Städten wie Los Angeles genießen ihre Meditationszentren als religiöse Organisationen den Steuerbefreiungsstatus. Sie gründete verschiedene Organisationen, darunter die Höchste Meisterin Ching Hai International, Supreme Master Television, World Peace Media und Oceans of Love Entertainment. Neben einer Kette veganer Restaurants vertreibt sie auch über die Webseiten ihrer Organisationen ihre eigenen Schmuck- und Modekollektionen und Bücher. Sie initiierte mit ihren Organisationen verschiedene Kampagnen, so für die Verringerung der Tierproduktion und 2008 in Neuseeland und Australien für den Kauf von Gemüse zur Rettung des Planeten. Für ihre Aktivitäten erhielt sie zahlreiche Ehrungen und Auszeichnungen.

### Kontroversen
2003 fanden Park Ranger eine künstlich geschaffene Insel und einen 100 Meter langen Steg, der illegal im Biscayne National Park in Florida auf Ching Hai's Grundstück gebaut wurde. Die geschätzten Kosten, um den Steg zu entfernen, den beschädigten Mangroven Wald zu restorieren, und mehrere Tonnen Kalkstein von dem empfindlichen Seegrasboden zu entfernen, war eine Million US-Dollar. Der Miami-Dade County beschlagnahmte den Besitz von Ching Hai, welche dort unter dem Pseudonym Celestia De Lamour bekannt war, um einen Teil der Kosten zu decken. Im folgenden Jahr rissen Arbeiter den Steg ab und pflanzten zwischen 400 und 500 Mangroven in der Gegend. Die künstlich geschaffene Insel aus Kalksteine wurde beibehalten, da eine Entfernung zu teuer wäre. Der Miami Herald berichtete, dass die Bundesbehörden immer noch hoffen die Kosten der Entfernung von Ching Hai erstattet zu bekommen, aber dass laut Ermittlern sie und ihrer Arbeiter das Land schon verlassen haben. Die Entfernung von Mangroven ohne Genehmigung ist in Florida verboten und mit einer Geldstrafe belegt.
Ching Hai ist eine Unterstützerin von Donald Trump und behauptet Trump sei „gott-berufener Anführer von America and Bringer des Weltfriedens“ („God-Chosen Leader of America and Bringer of World Peace“).
Hai verbreitete die These, dass Donald Trump der wahre Gewinner der Wahlen im Jahr 2020 war.

## Auszeichnungen (Auswahl)
- 1993: Ehrenbürgerschaft von Honolulu
- 1994: World Humanitarian Leadership Award, verliehen von Barbara Finch, Vorsitzende der Internationalen Föderation für Menschenrechte
- 1994: World Spiritual Leadership Award, verliehen von Generalsekretär Chen Hung Kwang von der World Cultural Communication Association
- 2006: Gusi Peace Prize, verliehen von der philippinischen Präsidentin Gloria Macapagal Arroyo

## Bücher (Auswahl)
- The Supreme Master Ching Hai: The Collection of the Art Creations, 2007, ISBN 978-986-6895-12-8.
- Hai Supreme Master Ching: Supreme Kitchen: International Vegetarian Cuisine, 2003, ISBN 1-886544-73-5.
- The Supreme Master Ching Hai: The Birds in My Life: 1, 2007, ISBN 978-978-986-689-2.